# Leszczyny (gmina 1977–1991)
Leszczyny (do 1977 Bełk) – dawna gmina wiejska w latach 1977–1991. Siedzibą władz gminy były Leszczyny (od 1992 Czerwionka-Leszczyny), które stanowiły odrębną gminę miejską.
Gmina Leszczyny powstała 1 lutego 1977 roku w związku z przeniesieniem siedziby gminy z Bełku do miasta Leszczyn i przemianowaniem wiejskiej gminy Bełk na Leszczyny, do której dołączono także część zniesionej gminy Ochojec (sołectwo Książenice). Miasto Leszczyny nie wchodziło w skład gminy, jednak obie jednostki posiadały wspólne rady narodowe.
Do 1 stycznia 1992 wiejska gmina Leszczyny stanowiła odrębną jednostkę administracyjną od miasta (gminy miejskiej) Leszczyny (mimo posiadania wspólnych rad narodowych od 1977). 1 stycznia 1992 obie jednostki połączono, tworząc jedną miejsko-wiejską gminę o nazwie Czerwionka-Leszczyny. Zmiana nazw obu jednostek (miejskiej i wiejskiej) z Leszczyny na Czerwionka-Leszczyny (§3) nastąpiła więc tego samego dnia (1 stycznia 1992) co ich połączenie w jedną jednostkę Czerwionka-Leszczyny (§2).
Uwaga: Nie należy mylić gminy Leszczyny (1977–1991) z gminą Leszczyny, istniejącą w latach 1945–1954. Ta druga obejmowała tylko część gminy Leszczyny z lat 1977–1991 (a także tereny, które nie weszły w skład późniejszej gminy, np. Kamień i Leszczyny), ponieważ istniała równocześnie odrębna wiejska gmina Bełk; ponadto, siedziba gminy Leszczyny (1945–1954) mieściła się w Kamieniu pod Rzędówką, nie w Leszczynach. Gmina Leszczyny (1977–1991) różni się też od gminy Bełk (poza inną nazwą i inną siedzibą) tym, że gmina Bełk posiadała własną wiejską radę narodową, natomiast gmina Leszczyny (1977–1991) posiadała wspólną radę narodową z miastem Leszczyny, mimo że stanowiły one dwie odrębne jednostki administracyjne. Wreszcie, gmina Leszczyny (1977–1991) różni się od współczesnej gminy Czerwionka-Leszczyny, tym że ta pierwsza była gminą wiejską (nie obejmującą miasta), a ta druga gminą miejsko-wiejską (obejmującą zarówno miasto jak i obszary wiejskie).